# Neja Filipič
Neja Filipič, slovenska atletinja, * 22. april 1995, Ljubljana.
Na poletni univerzijadi 2019 je v troskoku osvojila bronasto medaljo.